# Otto Linné Erdmann

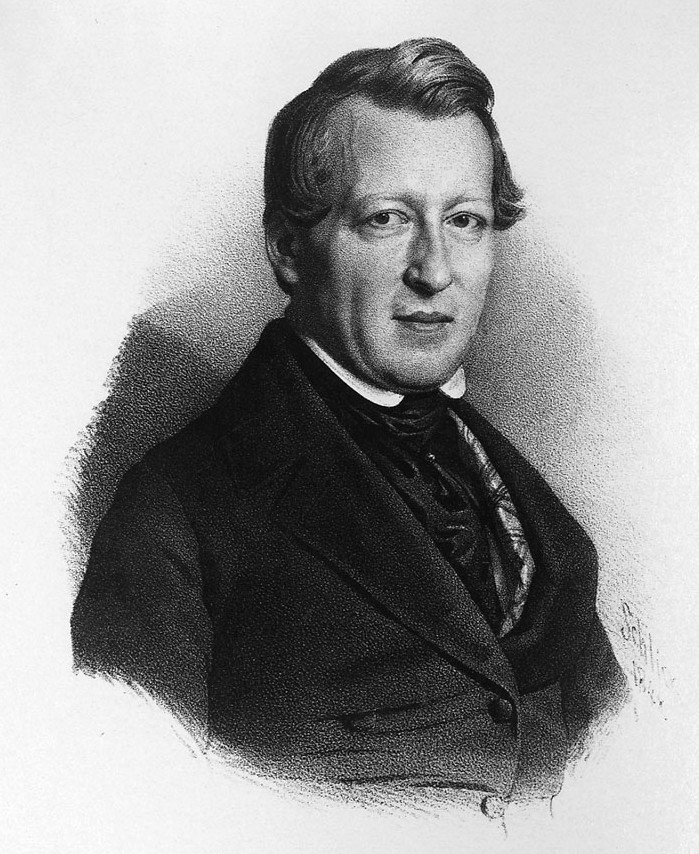
Otto Linné Erdmann in einer Zeichnung von Gustav Schlick aus dem Jahr 1848

Otto Linné Erdmann (* 11. April 1804 in Dresden; † 9. Oktober 1869 in Leipzig) war ein deutscher Chemiker.

## Leben
Erdmann wuchs unter Aufsicht seines Vaters, des Mediziners und Botanikers Karl Gottfried Erdmann auf und war in seinen Jugendjahren Mitglied in der Leipziger Kommunalgarde. Nach einer Apothekerlehre studierte Erdmann ab 1820 Medizin in Dresden und ab 1823 Chemie in Leipzig. Er promovierte 1824 und habilitierte sich 1825. 1826 wurde er Leiter einer Nickelhütte in Hasserode (Harz) und im folgenden Jahr außerordentlicher Professor für technische Chemie an der Universität Leipzig. Ab 1830 bekleidete er als erster das Ordinariat für Technische Chemie der Universität Leipzig und war ab 1848 deren viermaliger Rektor. Als erster Direktor des Chemicums führte Erdmann ein Laboratorium in den Kellerräumen der Pleißenburg. Später wurde dieses in ein modernes Forschungsinstitut umgewandelt, das ab 1843 im neu errichteten Fridericianum untergebracht war, einem vom Leipziger Architekten Albert Geutebrück errichteten klassizistischen Gebäude, in dem auch die Familie des Rektors und die Sammlung des Archäologischen Museums untergebracht war. Seine Forschungsschwerpunkte lagen auf dem Gebiet des Nickels und des Indigos. Außerdem beschäftigte er sich mit Erz-, Gesteins- und Schlackenanalysen sowie der Ermittlung des Atomgewichts.

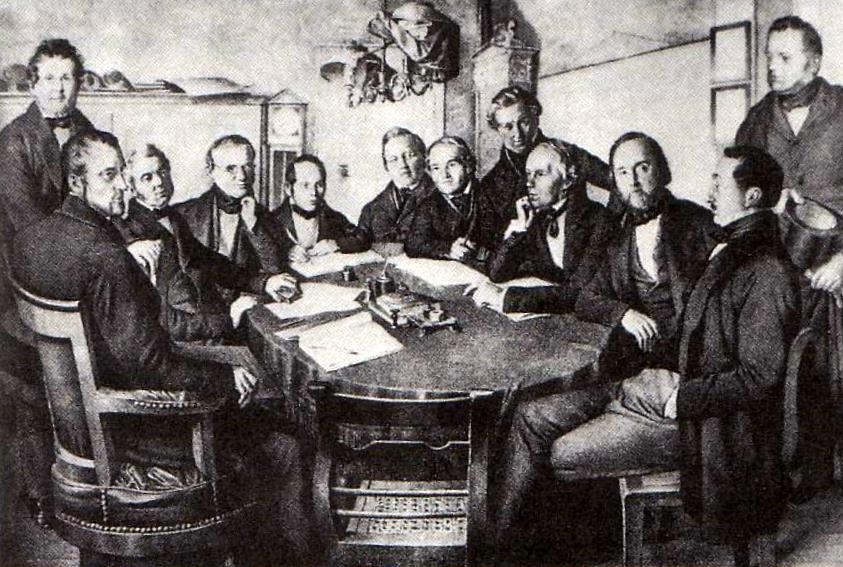
Otto Linné Erdmann (Sechster von links) im Kreise des Direktoriums der Leipzig-Dresdner Eisenbahn-Compagnie (1852)

 Otto Linné Erdmann war zudem Mitglied vieler Vereinigungen, in denen er als einer der führenden Chemiker Deutschlands und als Universitätsrektor agierte. 1846 wurde er zum ordentlichen Mitglied der Königlich Sächsischen Gesellschaft der Wissenschaften gewählt und seit 1859 war er auswärtiges Mitglied der Bayerischen Akademie der Wissenschaften. Zudem berief ihn die Leipzig-Dresdner Eisenbahn-Compagnie als Berater in ihr Direktorium. Um die für den Betrieb der Dampflokomotiven erforderlichen teuren englischen Kohleimporte zu ersetzen, entwickelte er ein Verfahren zur Entschwefelung sächsischen Steinkohlekokses. Otto Linné Erdmann war zusätzlich der Gründungsherausgeber des Journals für praktische Chemie, deren Erstausgabe 1834 erschien und deren letzte Ausgabe im Jahr 2000 ausgegeben wurde. Als Vertreter der Leipziger Universität war er 1839/40 Abgeordneter der I. Kammer des Sächsischen Landtags.
Im Sommer 1868 erkrankte Otto Linné Erdmann während eines Kuraufenthalts in Karlsbad an einer Herzbeutelentzündung, an der er im Oktober 1869 in Leipzig verstarb. Er wurde auf dem Alten Johannisfriedhof in Leipzig beigesetzt (Grab-Nr. 92).

## Gesellschaftliche Bedeutung
1827 wurde Erdmann in die Leipziger Freimaurerloge Apollo aufgenommen, wo er bereits 1832 zum Meister vom Stuhl gewählt wurde. Zudem war er Vorstand der Leipziger Lebensversicherung und der Leipziger Gesellschaft Harmonie, in der er sich für die Unterstützung von bedürftigen Leipziger Bürgern engagierte. Des Weiteren war er Vorstandsmitglied im Leipziger Kunstverein, in dem er sich maßgeblich für den Erweiterungsbau des Leipziger Kunstmuseums am Augustusplatz einsetzte, sowie im Kirchenvorstand der Leipziger Gemeinde St. Nicolai. Erdmann war außerdem Mitglied des Leipziger Schiller-Vereins, in dem er in Verbindung zu dessen Gründer und Vorstand Robert Blum stand. Erdmann war Ritter des Orderns vom Zähriger Löwen, Träger des Sächsischen Albrechts-Ordens und Geheimer Hofrat.

## Familie
Otto Linné Erdmann wurde als Sohn des deutschen Mediziners und Botanikers Karl Gottfried Erdmann und dessen Frau Wilhelmine Friedericke Erdmann, geb. Geringemuth geboren. Sein Onkel war der Mediziner Johann Friedrich Erdmann. 1828 heiratete er Clara Erdmann, geb. Jungnickel (1801–1863) mit der er drei Söhne und eine Tochter hatte: 
- Karl Ludwig Erdmann (1829–1896), Rechtsgelehrter und Advokat in Leipzig war verheiratet mit Karoline Auguste, geb. Ziegert (?–1894).
- Bernhard Arthur Erdmann (1830–1908), Medizinalrat und Großmeister der Freimaurer-Loge in Dresden[13] war ab 1855 mit Marianne Heine verheiratete, einer Tochter des Dresdner Akademie Professors Gustav Heine (1802–1880).[14][15]
- Cora Erdmann (1833–1902) war verheiratet mit dem Badischen Eisenbahn-Direktor Georg Ferdinand Grosch und Mutter der deutsch-schweizerischen Malerin Clara Grosch (1863–1932), die ab 1902 mit ihrem Mann, dem aus dem schweizerischen Gelterkinden stammenden Landschaftsmaler Jakob Wagner (1861–1915)[16] in Locarno ein gemeinsames Atelier führte.
- Otto Erdmann (1834–1905), deutscher Genremaler in Düsseldorf war verheiratet mit der Tochter des Düsseldorfer Malers Theodor Franken (1811–1876).

Erdmanns Frau Clara war Begründerin des Deutschkatholischen Frauen-Hilfsvereins, dem sie zusammen mit Robert Blums Ehefrau Eugenie Günther und der Tochter Cora vorstand.